# Otto Wittmann (Politiker)
Otto Wittmann (* 13. August 1921 in Straubing; † 3. Februar 2006 ebenda) war ein deutscher Politiker (SPD). Er war von 1969 bis 1980 Abgeordneter des Deutschen Bundestags.

## Leben und Beruf
Nach dem Schulbesuch absolvierte Wittmann zunächst eine Schlosserlehre und dann eine Ausbildung zum Lokomotivführer. Daneben engagierte er sich in der gewerkschaftlichen Arbeiterbewegung und schloss sich der Eisenbahnergewerkschaft an. In den Jahren 1940 bis 1945 nahm er als Soldat am Zweiten Weltkrieg teil. Im Anschluss war er als Betriebsinspektor bei der Deutschen Bundesbahn tätig.

## Politik
Wittmann beantragte am 5. Mai 1939 die Aufnahme in die NSDAP und wurde zum 1. September desselben Jahres aufgenommen (Mitgliedsnummer 7.084.832). Er schloss sich im Jahr 1956 der SPD an und war Vorsitzender des SPD-Unterbezirkes in Straubing. Wittmann war von 1960 bis 1991 Ratsmitglied der Stadt Straubing. Dem Deutschen Bundestag gehörte er von 1969 bis 1980 an. Er war stets über die Landesliste Bayern ins Parlament eingezogen. Im Bundestag beschäftigte er sich als Mitglied des Innen- und des Landwirtschaftsausschusses vor allem mit dem Gewässerschutz.

## Ehrungen
- Bundesverdienstkreuz I. Klasse
- Bayerischer Verdienstorden
- Goldene Bürgermedaille der Stadt Straubing
- Georg-von-Vollmar-Medaille